# Djupträsket
Het Djuptäsket is een meer in Zweden, in de gemeente Överkalix. Het meer sluit in het noorden aan op de Kalixälven aan en meet ongeveer zeven bij een kilometer. Het dorp Boheden ligt aan het meer, van waaruit het meer in de zomer met een veerboot kan worden overgestoken. Die vaart in de winter niet, maar dan kan er over het ijs worden gereden.
Er zijn in Zweden nog 14 andere meren met deze naam.